# Landkreis Bernkastel-Wittlich
Landkreis Bernkastel-Wittlich är ett distrikt i Rheinland-Pfalz i Tyskland. 

## Infrastruktur
Genom distriktet går bland annat motorvägarna A1 och A60.

## Städer och kommuner
| Städer/kommuner utanför kommunalförbund: |
| - 1. Morbach - 2. Wittlich, stad *       |

Kommunalförbund med ingående kommuner:
| (kommunalförbundsförvaltningens säte *) | | |
| - I. Verbandsgemeinde Bernkastel-Kues 1. Bernkastel-Kues, stad * 2. Brauneberg 3. Burgen 4. Erden 5. Gornhausen 6. Graach an der Mosel 7. Hochscheid 8. Kesten 9. Kleinich 10. Kommen 11. Lieser 12. Longkamp 13. Lösnich 14. Maring-Noviand 15. Minheim 16. Monzelfeld 17. Mülheim an der Mosel 18. Neumagen-Dhron 19. Piesport 20. Ürzig 21. Veldenz 22. Wintrich 23. Zeltingen-Rachtig | - II. Verbandsgemeinde Thalfang am Erbeskopf 1. Berglicht 2. Breit 3. Büdlich 4. Burtscheid 5. Deuselbach 6. Dhronecken 7. Etgert 8. Gielert 9. Gräfendhron 10. Heidenburg 11. Hilscheid 12. Horath 13. Immert 14. Lückenburg 15. Malborn 16. Merschbach 17. Neunkirchen 18. Rorodt 19. Schönberg 20. Talling 21. Thalfang * - III. Verbandsgemeinde Traben-Trarbach 1. Bausendorf 2. Bengel 3. Burg (Mosel) 4. Diefenbach 5. Enkirch 6. Flußbach 7. Irmenach 8. Hontheim 9. Kinderbeuern 10. Kinheim 11. Kröv * 12. Lötzbeuren 13. Reil 14. Starkenburg 15. Traben-Trarbach, stad * 16. Willwerscheid | - IV. Verbandsgemeinde Wittlich-Land [Säte: Wittlich] 1. Altrich 2. Arenrath 3. Bergweiler 4. Bettenfeld 5. Binsfeld 6. Bruch 7. Dierfeld 8. Dierscheid 9. Dodenburg 10. Dreis 11. Eckfeld 12. Eisenschmitt 13. Esch 14. Gladbach 15. Gipperath 16. Greimerath 17. Großlittgen 18. Hasborn 19. Heckenmünster 20. Heidweiler 21. Hetzerath 22. Hupperath 23. Karl 24. Klausen 25. Landscheid 26. Laufeld 27. Manderscheid, stad * 28. Meerfeld 29. Minderlittgen 30. Musweiler 31. Niederöfflingen 32. Niederscheidweiler 33. Niersbach 34. Oberöfflingen 35. Oberscheidweiler 36. Osann-Monzel 37. Pantenburg 38. Platten 39. Plein 40. Rivenich 41. Salmtal 42. Schladt 43. Schwarzenborn 44. Sehlem 45. Wallscheid |